# Macronaemia
Genre
Macronaemia est un genre d'insectes coléoptères de la famille des coccinelles.

## Systématique
Le genre Macronaemia a été créé en 1899 par l'entomologiste américain Thomas Lincoln Casey (1857-1925).

## Liste d'espèces
Selon BioLib (17 mars 2022) et ITIS (17 mars 2022) :
- Macronaemia episcopalis (Kirby, 1837)

Selon NCBI (17 mars 2022) :
- Macronaemia episcopalis (Kirby, 1837)
- Macronaemia hauseri (Weise, 1905)